# Мукденський конгрес

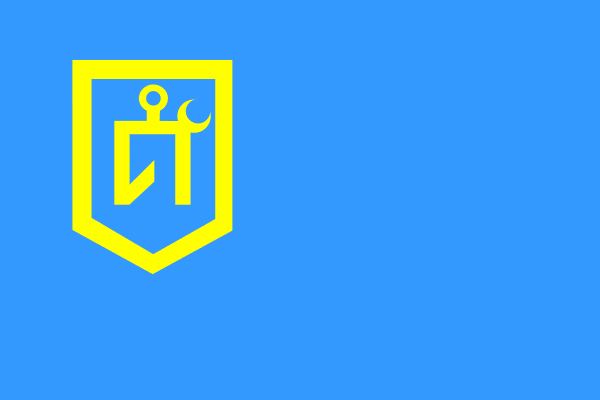
Прапор держави Ідель-Урал (за книгою Гаяза Ісхакі «Ідель-Урал», 1933)

Мукденський конгрес (I Далекосхідний з'їзд тюрко-татар) — зібрання представників татарської еміграції Далекого Сходу (Китаю, Кореї, Японії, Маньчжурії), яке проходило з 4 лютого 1935 по 14 лютого 1935 у місті Мукден (Маньчжурська держава). Конгрес був скликаний з ініціативи відомого татарського громадського діяча Ісхакі Гаяза. На з'їзді був присутній 41 депутат, що представляли татарські територіальні регіони (представники місцевих комітетів «Ідель-Уралу»), понад сто активістів «Ідель-Урала» та офіційні представники Маньчжурії і Японії. 
Головною ціллю конгресу було об'єднання регіональних татарських політичних, релігійних та культурний організацій. На з'їзді була висловлена негативна оцінка як комуністичним перетворенням в Російській Імперії, так і намаганням реставрувати її білогвардійськими емігрантами. Як орієнтир конгрес розглядав здобуття територіальної та державної незалежності татар у межах Росії (Ідель-Урал). Суспільство поставилося до підсумків конгресу неоднозначно. Радянський союз та представники білогвардійської еміграції вороже прийняли прагнення татар до створення своєї незалежної країни. Винятком стали представники української громадськості, котрі написали про конгрес на сторінках газети «Український вісник». Ісхакі не вдалось підштовхнути татар на прояв відкритої конфронтації з СРСР, а офіційні представники Японської імперії та Маньчжурської держави утрималися від підтримки його ідей.
На конгресі був утворений "Національно-релігійний комітет тюрко-татарський мусульман Далекого Сходу". Не дивлячись на посилену з середини 30-х років еміграцію татар у країни Європи, Австралію та США, комітет з 1935 по 1945 роки розв'язував питання, пов'язані з життям татарської діаспори на Далекому Сході, розглядав культурні та релігійні проблеми, керував татарськими земляцтвами, бібліотеками, друкарнями та школами. Значний вклад у розвиток татарської діаспори в регіоні внесли друковані видання комітету: газета «Міллі Байрак» («Національний стяг») та журнал «Шакірдляр тани» («Зоря шакірдів»). Серед важливих досягнень комітету — відкриття у 1937 році мечеті у Харбіні, у 1938 році - будинку для літніх людей та інвалідів, у1940 році - притулку для дітей-сиріт і дітей з неблагополучних сімей.
Після розгрому Квантунської армії і капітуляції Японії у 1945 році комітет «Ідель-Урала» припинив своє існування, а більшість представників було заарештовано органами радянської контррозвідки.